# Centre de Fauna de Torreferrussa
El Centre de Fauna de Torreferrussa és un centre de recuperació de rapinyaires, una granja cinegètica per a la reproducció de perdius i un viver forestal propietat de la Generalitat de Catalunya. Creat el 1980, és un dels primers centres d'aquestes caracterísitiques de tot l'Estat. Situat a la Masia de Torreferrusa, o “la Ferrusa”, a Santa Perpètua de Mogoda, Vallès Oriental, consta de dues zones físicament separades: la zona hospitalària (recuperació de fauna) i la zona de cria en captivitat.